# Želatovice
Želatovice là một làng thuộc huyện Přerov, vùng Olomoucký, Cộng hòa Séc.